# ليو وانر
ليو بارجر ، المعروفة باسم ليو وانر ، ولدت في 4جانفي 1886 في بورغ إن بريس وتوفيت وتوفيت يوم 5 نوفمبر 1941 في باريس ، كانت صحفية وتنشط في المجتمع المدني وهي باساس ناشطة نسوية فرنسية ومعادية للإمبريالية . وهي تقود القسم الفرنسي من رابطة مناهضة الاستعمار والقمع الاستعماري .

## سيرة الذاتية

### العائلة و شبابها
ولدت ليوني جوزيفين بارجر (ليو وانر) عام 1886 في بورغ ، لأبوين باسيلي بيرغر وامها أنيت بريشون ، وكانا كلاهما يعملان في الحدائق , .
انفصلت عن زوجها الاول جان فودرين ، وبعدها تزوجت من مهندس يدعى آرثر وانر ، الذي أخذت لقبه وحافظت معه على علاقة المساواة ، ورغم انتمائها هي وزوجها الى الوسط البرجوازي لكن كنا يعيشان خارج هذا الوسط في كل تقاصيل حياتهما بل كانت تعادي البرجوازية

### إلتزام سياسي
في juillet 1925 ، انضمت ليو وانر إلى مجموعة النساء الاشتراكيات في القسم الفرنسي من الأممية العمالية (SFIO) وشاركت في المؤتمر الدولي للمرأة الاشتراكية في 21 août 1925 . حاولت إنشاء مجموعة من النساء الاشتراكيات في ليون في عام 1925 لكنها واجهت مقاومة من المنظمات النسوية  الأخرى.
في عام 1928 ، انتقلت إلى باريس مع زوجها.
في عام 1930 ، أدارت صحيفة SOS Information ، نشرة القسم الفرنسي من الرابطة الدولية للنساء من أجل السلام والحرية (LIFPL). وهي عضو في اللجنة التنفيذية لهذه الجامعة,.